# 비행단
비행단(飛行團)은 군사 조직에서 공군 또는 해군 항공대의 편제 가운데 일부이다.

## 개요
| 영연방 / USN | USAF / USMC | 캐나다            | 독일 연방군        | 이탈리아      |
| ------------ | ----------- | ----------------- | ------------------ | ------------- |
| Group        | Wing        | Division aérienne | Luftwaffendivision | Brigata aerea |
| Wing         | Group       | Escadre           | Geschwader         | Stormo        |
| Squadron     | Squadron    | Escadron          | Staffel            | Gruppo        |
| Flight       | Flight      | Escadrille        | Kette              | Squadriglia   |

## 한국
대한민국 해군과 공군에서 전대, 대대까지는 같으나, 해군은 항공전단, 공군은 비행단으로 표기하고 있다. 지상부대에는 '비행' 명칭이 붙지 않는다.

### 해군
제6항공전단이 대한민국 해군 항공대의 행정관리급 조직으로서 모든 해군 항공대의 부대를 관할하고, 각 함대 사령부에서 함대에 배속된 부대를 지휘통제한다. 전단급 항공 부대는 제6항공전단이 유일하다.

### 공군
대한민국 공군에서의 비행단 편제는 항공작전전대, 항공정비전대, 작전지원전대, 기지방호전대로 편성되고, 준장 계급을 가진 장성급 장교가 비행단장에 임명된다. 항공의무대대 또는 대공방어대가 없는 비행단도 있으며 운항관제대, 기상대가 대대급인 곳도 존재한다.
| \| - 항공작전전대 - 비행대대 (2개 이상) - 운항관제대 - 기상대 - 항공정비전대 - 항공기정비대대 - 장비정비대대 - 부품정비대대 \| - 작전지원전대 - 정보통신대대 - 수송대대 - 보급대대 - 복지대대 - 기지방호전대 - 군사경찰대대 - 공병대대 - 대공방어대 - 화생방지원대 - 항공의무대대 \| | |
| - 항공작전전대 - 비행대대 (2개 이상) - 운항관제대 - 기상대 - 항공정비전대 - 항공기정비대대 - 장비정비대대 - 부품정비대대 | - 작전지원전대 - 정보통신대대 - 수송대대 - 보급대대 - 복지대대 - 기지방호전대 - 군사경찰대대 - 공병대대 - 대공방어대 - 화생방지원대 - 항공의무대대 |

항공부대
- 전투비행단(Fighter Wing): 전투기 운용
- 공중기동비행단(Air Mobility Wing): 군용 수송기와 공중급유기를 운용
- 정찰비행단: 정찰기 운용

지상부대
- 항공지원작전단: 근접항공지원
- 항공정보단: 항공정보 분석 및 가공

## 미국

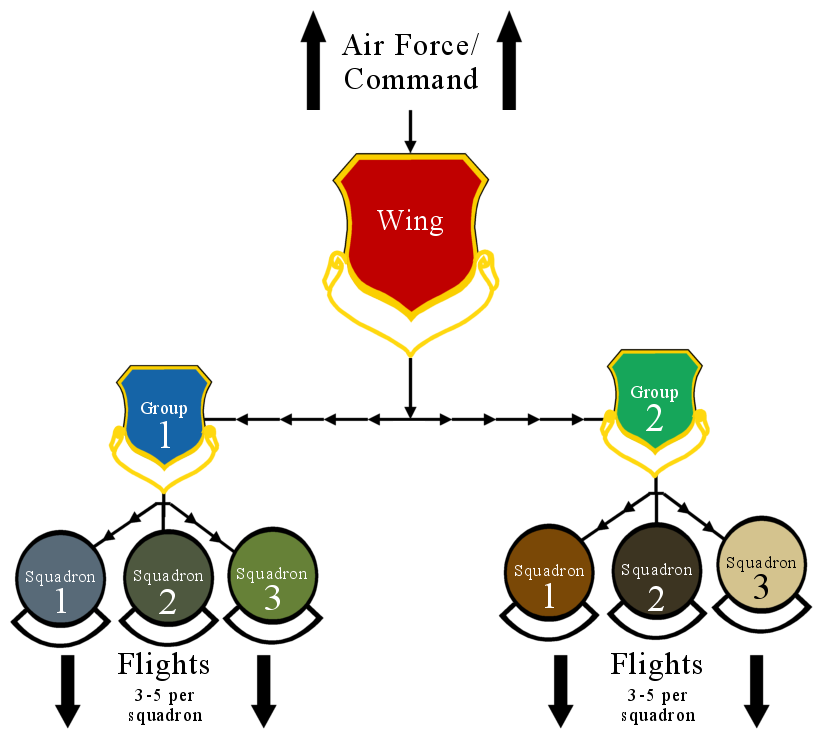
미국 공군의 비행단, 전대 구성도

미국 해군은 따라 2개 이상의 비행대대로 구성된다.
미국 공군에서는 1개 단은 3~5개 전대로 구성된다. 보통은 대령이 지휘하지만, 어떤 경우에는 준장이 지휘하기도 한다.
미국 해병대에서 해병 항공대 소속인 항공기 비행단(Aircraft Wing)은 기본적으로 최소 2개의 해병항공기전대(Marine Aircraft Groups)와 1개의 해병항공관제전대(Marine Air Control Group (MACG)), 해병비행단본부전대(Marine Wing Headquarters Squadron (MWHS))으로 구성되며, 이 편제는 사단와 해당하는 규모를 가진다. 보통 소장이 지휘한다.

## 독일
제2차 세계 대전 당시 독일 국방군의 공군인 루프트바페에서 채용했는데, Geschwader, Gruppe, Staffel이 각각 비행단, 비행전대, 비행대대에 대응되었다.

## 일본

### 육군 항공대
육군 항공대에서 1935년 도입된 단 혹은 여단급 부대였다. 비행단(FB)은 중좌이나 소장이 단장으로 임명되어 부대를 지휘하였고, 다수의 비행전대(FR/F)로 편성하였다. 상위 편제 단위는 비행사단(FD)으로 2개 이상의 비행단으로 편성되었다.
- 교육비행단(教育飛行団)(KFB)
  - 연습비행대(練習飛行隊)(RF)
  - 교육비행대(教育飛行隊)(FRK)
  - 연성비행대(錬成飛行隊)(FRL)

### 해상자위대
| \| - 항공대 - 비행대 (2개 이상) - 정비보급대 - 항공기정비대 - 전자정비대 - 무기정비대 - 기측정비대 - 보급대 \| - 항공기지대 - 관리대 - 항공경비대 - 운항대 - 경리대 - 위생대 - 항공위생대 \| |                                                                            |
| - 항공대 - 비행대 (2개 이상) - 정비보급대 - 항공기정비대 - 전자정비대 - 무기정비대 - 기측정비대 - 보급대                                                                                     | - 항공기지대 - 관리대 - 항공경비대 - 운항대 - 경리대 - 위생대 - 항공위생대 |

항공군(航空群, Fleet Air Wing)은 전술급 작전부대인 항공대(航空隊)와 지원부대인 정비보급대(整備補給隊), 근거지로서 주둔하는 항공기지 관리부대인 항공기지대(航空基地隊)로 편성된다. 영국 해군 항공대와 옛 일본 제국 해군 항공대의 편제 구조를 따왔다.
해상자위대의 항공부대는 어떠한 군용기를 운용하든지 전투작전부대는 항공집단, 교육훈련부대는 항공교육집단에 소속한다. 두개 행정관리급 사령부가 창설된 1961년 9월 1일 이전에는 자위함대나 각 지방대에 소속하였다.
1998년 12월 8일, 보급정비부문 조직 개편에 따라 지원정비대가 정비보급대로 재편성되었다.
2018년 3월 23일, 항공대의 열선정비대와 정비보급대의 검사대가 정비보급대의 기측정비대로, 항공기지대의 경위대, 운항대의 지상구난반, 관리대의 차량반이 항공경비대로 병합되었다.

### 항공자위대
항공자위대의 항공부대에서 항공단(航空団 고쿠단[*])이 비행단에 해당되고, 공장보가 지휘하는 편제 단위이다. 비행군(飛行群)과, 정비보급군(整備補給群), 기지업무군(基地業務群)으로 편성된다.
| 사령부 내부부서 - 단 사령 - 부사령 - 부관 - 안전반 - 감리부 - 인사부 - 방위부 - 장비부 - 위생반                | 부대 \| - 비행군 - 군 본부 - 비행대 (2개 이상) - 정비보급군 - 군 본부 - 검사대 - 장비대 - 수리대 - 차량기재대 - 보급대 \| - 기지업무군 - 군 본부 - 기지방공대 - 비행근무대 - 시설대 - 통신대 - 관리대 - 업무대 - 회계대 - 위생대 \| |
| - 비행군 - 군 본부 - 비행대 (2개 이상) - 정비보급군 - 군 본부 - 검사대 - 장비대 - 수리대 - 차량기재대 - 보급대 | - 기지업무군 - 군 본부 - 기지방공대 - 비행근무대 - 시설대 - 통신대 - 관리대 - 업무대 - 회계대 - 위생대 |

## 같이 보기
- 서수 공군
- 전대
- 비행대대
- 단 (군사)